# Hugo Heinrich Figulla
Hugo Heinrich Figulla (geboren 27. Dezember 1885 in Loslau, Deutsches Reich; gestorben 6. Februar 1969 in London) war ein deutsch-britischer Altorientalist.

## Leben

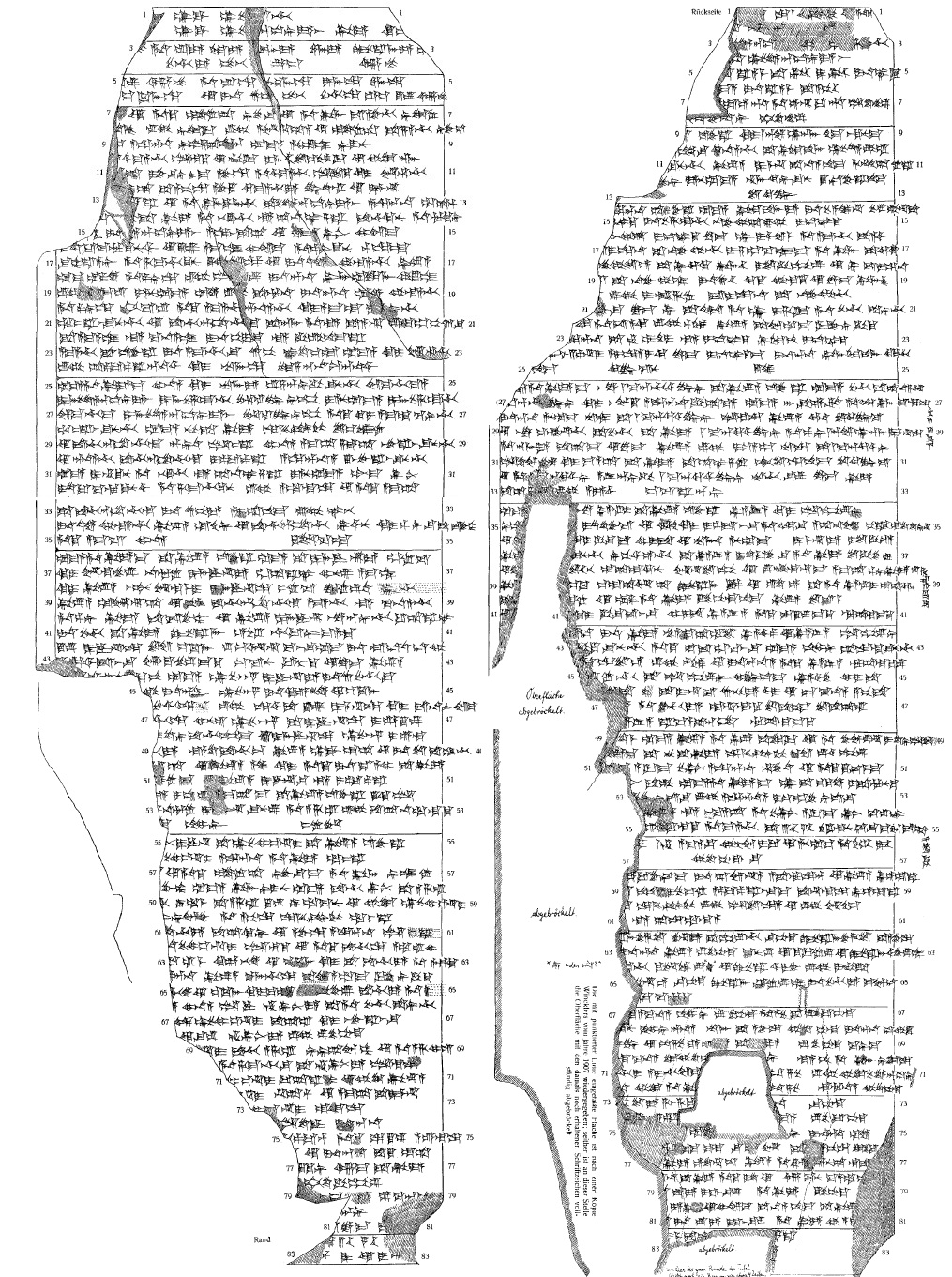
Keilschrifttext, 1923 herausgegeben von Figulla, Ernst Friedrich Weidner und Emil Forrer

Hugo Heinrich Figulla studierte in Berlin und an der Universität Breslau und wurde 1911 promoviert. Im Jahr 1912 edierte er assyrische Texte aus dem Bestand des Königlichen Museums Berlin. 1914 ging er im Auftrag der Deutschen Orient-Gesellschaft (DOG) ins Osmanische Reich nach Istanbul, um Hethitertexte zu kopieren, musste das Vorhaben aber nach Kriegsausbruch abbrechen. Figulla wurde Soldat im Ersten Weltkrieg und geriet in Kriegsgefangenschaft. Nach Kriegsende wurde er Dozent und Bibliotheksleiter am Seminar für Orientalische Sprachen in Berlin. 
Figulla emigrierte 1938 in die Schweiz und von dort nach England. 1940 wurde er kurzzeitig als Enemy Alien interniert und leistete danach Fabrikarbeit als Hilfsarbeiter. Ab 1946 war er Keeper am British Museum in London in der Ägyptischen und Assyrischen Abteilung. Auch in seinem 1963 angetretenen Ruhestand nahm er noch an internationalen Kongressen teil.

## Schriften (Auswahl)
- Der Briefwechsel Bêlibni’s. Historische Urkunden aus der Zeit Asurbânipals. Hinrichs, Leipzig 1912. Dissertation Breslau
- Altbabylonische Verträge. Hinrichs, Leipzig 1914
- Keilschrifttexte aus Boghazköi. Mehrere Bände. Leipzig 1916ff.
- Business documents of the New-Babylonian period. London 1949
- mit William J. Martin: Letters and documents of the Old-Babylonian period. London 1953
- Cuneiform Texts from the Babylonian Tablets in the British Museum. Bd. 42, 43, 47. London 1959ff.
- Catalogue of the Babylonian tablets in the British Museum. British Museum Press, London 1961, 1996